# Helena Macher
Helena Macher, później Ochmańska (ur. 17 października 1937 w Mikuszowicach) – polska saneczkarka, medalistka mistrzostw Europy, olimpijka.
Na igrzyskach startowała dwukrotnie. W 1964, w debiucie saneczkarstwa na olimpiadzie, zajęła ósme miejsce. Cztery lata później, w 1968, była o krok od zdobycia medalu kończąc zawody na czwartej pozycji. Na mistrzostwach świata występowała trzykrotnie zajmując w najlepszym starcie dziesiąte miejsce. W 1967, na torze w Königssee, odniosła największy sukces w karierze zdobywając brązowy medal mistrzostw Europy. Na mistrzostwach Polski zdobyła trzy medale: srebrny (w 1960) oraz dwa brązowe (w 1964 i 1966).

## Osiągnięcia

### Igrzyska olimpijskie
| Rok  | Miejsce   | Jedynki |
| ---- | --------- | ------- |
| 1964 | Innsbruck | 8.      |
| 1968 | Grenoble  | 4.      |

### Mistrzostwa świata
| Rok  | Miejsce      | Jedynki |
| ---- | ------------ | ------- |
| 1958 | Krynica      | 17.     |
| 1963 | Imst         | 10.     |
| 1967 | Hammarstrand | 20.     |